# Idioma wólof
El idioma wólof es una lengua hablada en Senegal y Gambia, lengua nativa de la etnia wólof y usada secundariamente en la región. Tiene algo más de cinco millones de hablantes nativos y el número total de hablantes incluyendo como segunda lengua está entre los siete y los ocho millones.
Es el idioma más hablado en Senegal, y es hablado aparte de los wólof (que representan el 40 % de la población) por otros senegaleses. En su  Diccionario Espasa lenguas del mundo, el lexicógrafo Rafael del Moral, creador de la castellanización «suajili» de swahili, propuso volofo en vez de wólof, aunque este término no cuenta con una total aceptación entre los hispanohablantes.

## Aspectos

### Distribución geográfica
Alrededor del 40 % (unos 3,2 millones de personas) de la población de Senegal habla wólof como lengua materna. Otro 40% lo tiene como segunda lengua. En toda la región entre Dakar y Saint-Louis, y también al oeste y suroeste de Kaolack, la mayor parte de la población habla wólof. En Casamance y en el oeste de Senegal se utiliza el wólof junto con el mandinka y el diola. El idioma oficial de Senegal es el francés. 
En Gambia alrededor del 15 % de la población (unas 200 000 personas) tiene el wólof como lengua materna, pero esta lengua tiene una influencia mucho mayor por su importancia en la capital, Banjul, donde el 50 % de la población lo utiliza como primera lengua. En Serrekunda, la ciudad más grande de Gambia, solo hay unas pocas personas de etnia wólof, pero el idioma es hablado por aproximadamente el 90 % de la población. Cada vez más, los jóvenes de otro origen étnico lo utilizan como primera lengua. 
El wólof está adquiriendo mayor influencia en Gambia, en parte a causa de su asociación con la música mbalax y la cultura popular de Senegal. En Banjul y Serrekunda, el wólof ha conseguido el estatuto de lingua franca  y es mucho más hablado que el mandinka; en las provincias, sin embargo, el mandinka sigue siendo la lengua principal. El idioma oficial de Gambia es el inglés. Otros idiomas, como el mandinka (que habla el 40 % de la población), el wólof (el 15%) y el fula (el 15 %), tienen reconocimiento oficial, aunque no se utilizan en la educación. 
En Mauritania, alrededor de un 7 % (aproximadamente 185 000 personas) de la población habla wólof. En este país, se utiliza solo en las regiones costeras del sur. El idioma oficial de Mauritania es el árabe; el francés se utiliza como lingua franca.

### Historia
Históricamente, la expansión de los wólof en África Occidental estuvo unida a los procesos históricos y demográficos que llevaron a la formación del Imperio wólof (siglo XIV-XVI).

## Descripción lingüística

### Fonología
El inventario de consonantes del wólof es el siguiente:
|             | Labial | Alveolar | Palatal | Velar |
| ----------- | ------ | -------- | ------- | ----- |
| oclusiva    | p, b   | t, d     |         | k, g  |
| fricativa   | f      | s        | ʝ       | x     |
| nasal       | m      | n        | ɲ       | ŋ     |
| aproximante |        | r, l     | y       | w     |

Este inventario es muy similar al del fula, donde además existe una serie de implosivas en algunas variedades y una oclusiva glotal. Por su parte, el inventario de vocales viene dado por:
|             | Anterior | Central | Posterior |
| ----------- | -------- | ------- | --------- |
| Cerrada     | i        |         | u         |
| semicerrada | e        | ə       | o         |
| semiabierta | ɛ        | ə       | ɔ         |
| abierta     |          | a       |           |

### Escritura
El alfabeto wólof moderno se basa en el alfabeto latino y es relativamente reciente. Su ortografía fue promulgada entre 1971 y 1985, regulada por el "Centre de linguistique appliquée de Dakar" (CLAD). Como curiosidad, se lo cita entre las lenguas que, al igual que el castellano, también tiene en su alfabeto la letra Ñ. No usa la V ni la Z.
```
A, B, C, D, E, 
Ë
, F, G, H, I, J, K, L, M, N, 
Ñ
, 
Ŋ
, O, P, Q, R, S, T, U, W, X, Y
```

De forma tradicional se usaba una adaptación del alfabeto árabe, llamado alfabeto wolofal, que es básicamente la versión wolof del alfabeto ajami. Este alfabeto fue estandarizado también por el gobierno entre 1985 y 1990. Es usado bastante en escuelas coránicas y contextos musulmanes.
Un alfabeto de 25 letras llamado alfabeto garay fue inventado en 1960 por Asane Faye, presidente del "Movimiento de los Profesores de Lengua Africanos". Tiene cierta influencia del árabe, por ejemplo en la dirección de escritura (de derecha a izquierda) y en las dos formas (inicial y no inicial) de las letras, aunque tiene una forma completamente nueva. Lo usa una comunidad relativamente pequeña de escritores wólof.

### Morfología
El nombre posee género gramatical en forma de clases nominales, por lo que adscripción de cada nombre a cada uno de los ocho posibles "géneros" depende de criterios semánticos más o menos estrictos. También existen distinciones de número entre singular y plural.
Los verbos en general presentan formas de perfecto e imperfecto, y exhibe pocas formas distintas. La conjugación verbal se lleva a cabo básicamente mediante verbos auxiliares que preceden al verbo léxico y marcan la persona, el número, el tiempo y la polaridad (afirmativa/negativa).

### Sintaxis
Respecto al orden sintáctico, normalmente el modificador sigue al modificado y así, el orden de la frase es SVO, el nombre precede al adjetivo que lo cualifica, e igualmente los determinantes van detrás del nombre al que determinan.